# Liubangosaurus
Liubangosaurus là một chi khủng long, được Mo Xu X. & Buffetaut mô tả khoa học năm 2010.